# Dvoucestné vozidlo

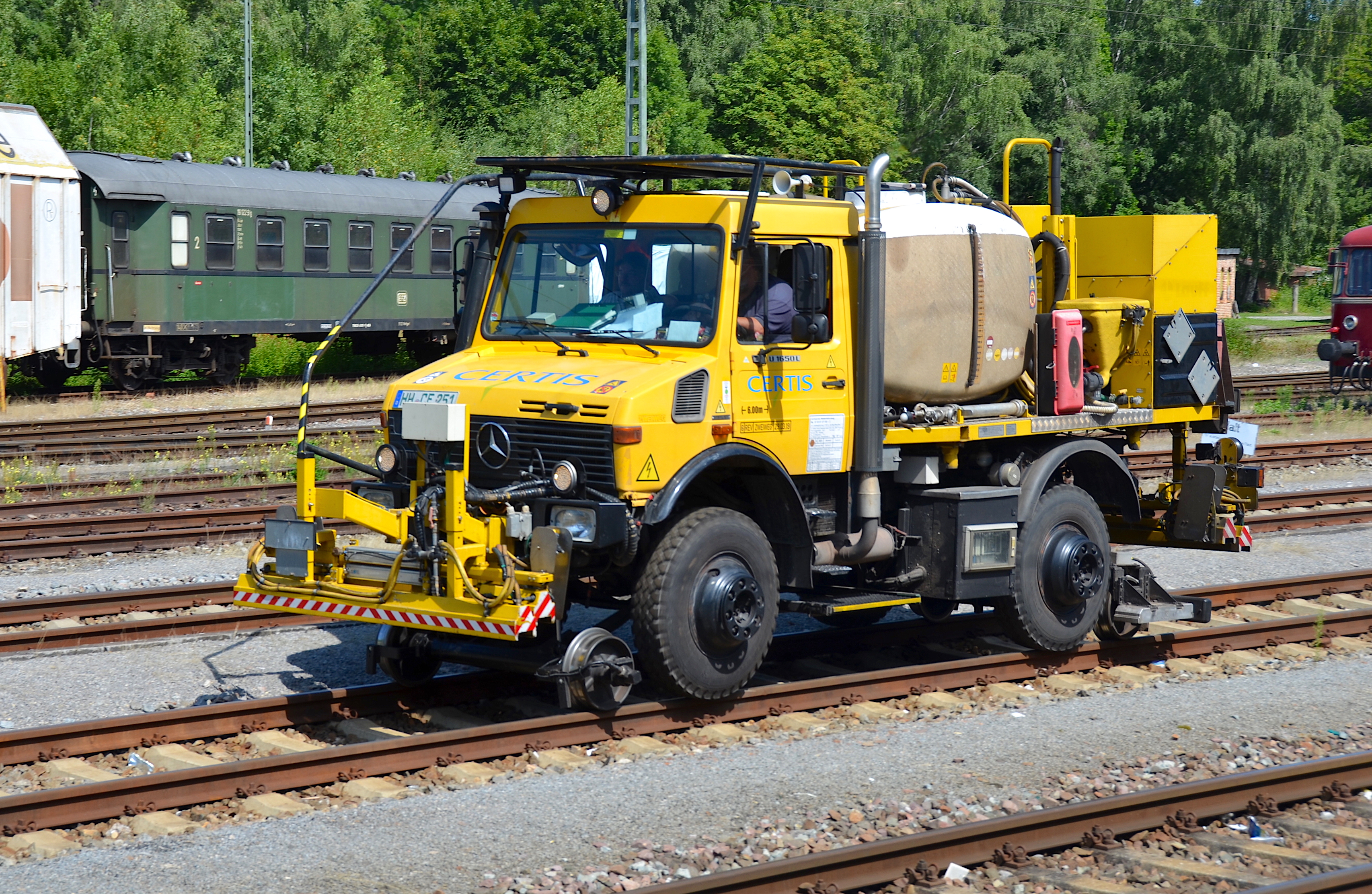
Mercedes-Benz Unimog v úpravě jako dvoucestné vozidlo

Pojmem dvoucestné vozidlo se označuje speciálně upravený automobil, který je schopen jízdy po silniční i železniční dopravní síti. Vozidlo má standardní silniční kola s pneumatikami i železniční dvojkolí. Dvoucestná vozidla slouží především ve stavebnictví, k údržbě železniční sítě a v integrovaném záchranném systému.

## Využití

### Stavba a údržba železniční infrastruktury

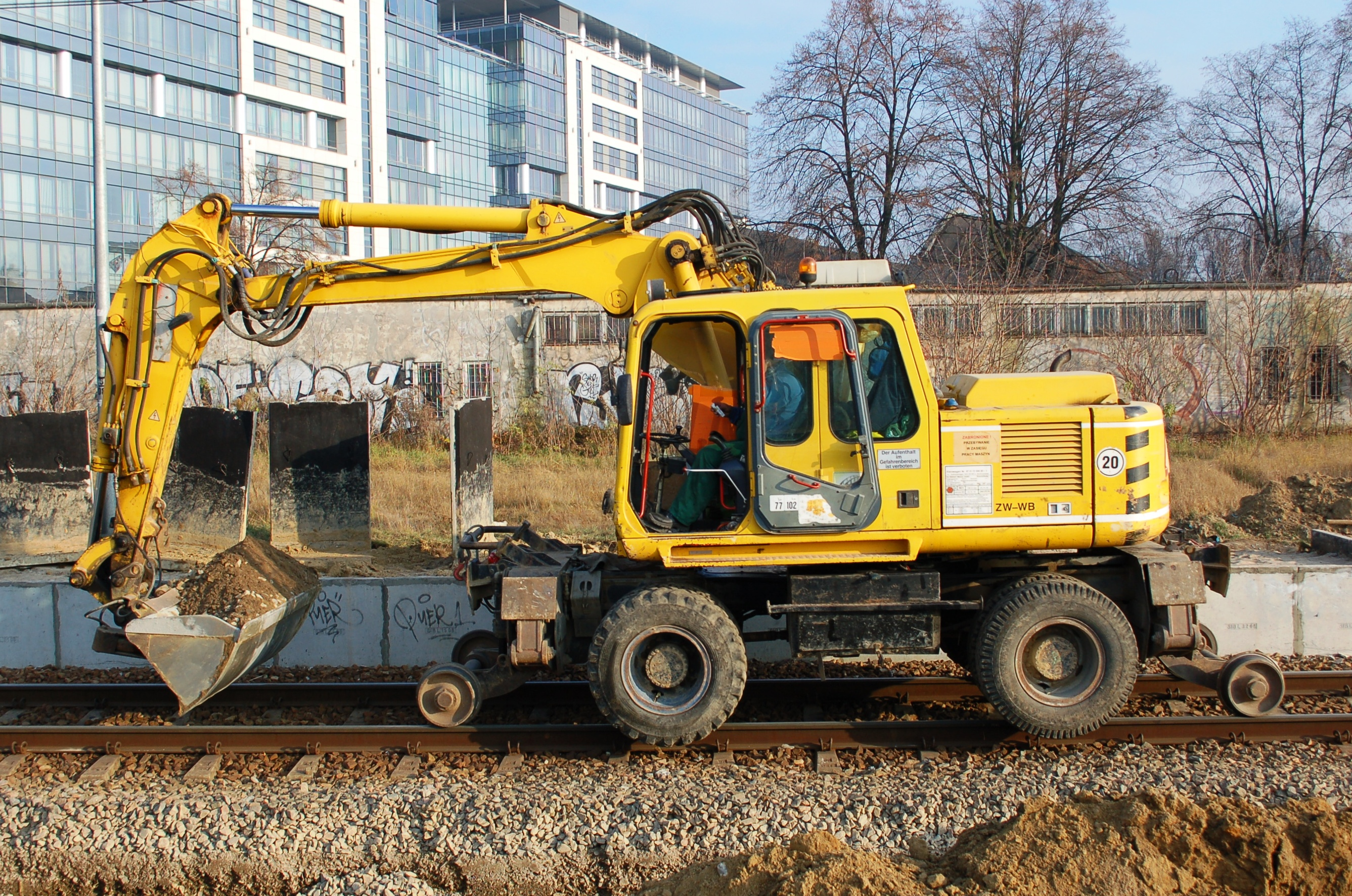
Dvoucestné rypadlo

Dvoucestná vozidla se obvykle používají při stavbě železniční sítě a k její údržbě. Takové vozidlo může překonat větší část trasy k místu určení po silniční síti a v blízkosti zájmového místa nakolejit na železniční síť. Vzhledem ke zhoršené dostupnosti železničních cest ze silniční sítě, je tento způsob výstavby a údržby železniční infrastruktury efektivnější, než využívání standardních stavebních vozidel. Většinou se jedná o pracovní vozidla stavebních firem a technická vozidla správce železniční sítě.

### Integrovaný záchranný systém

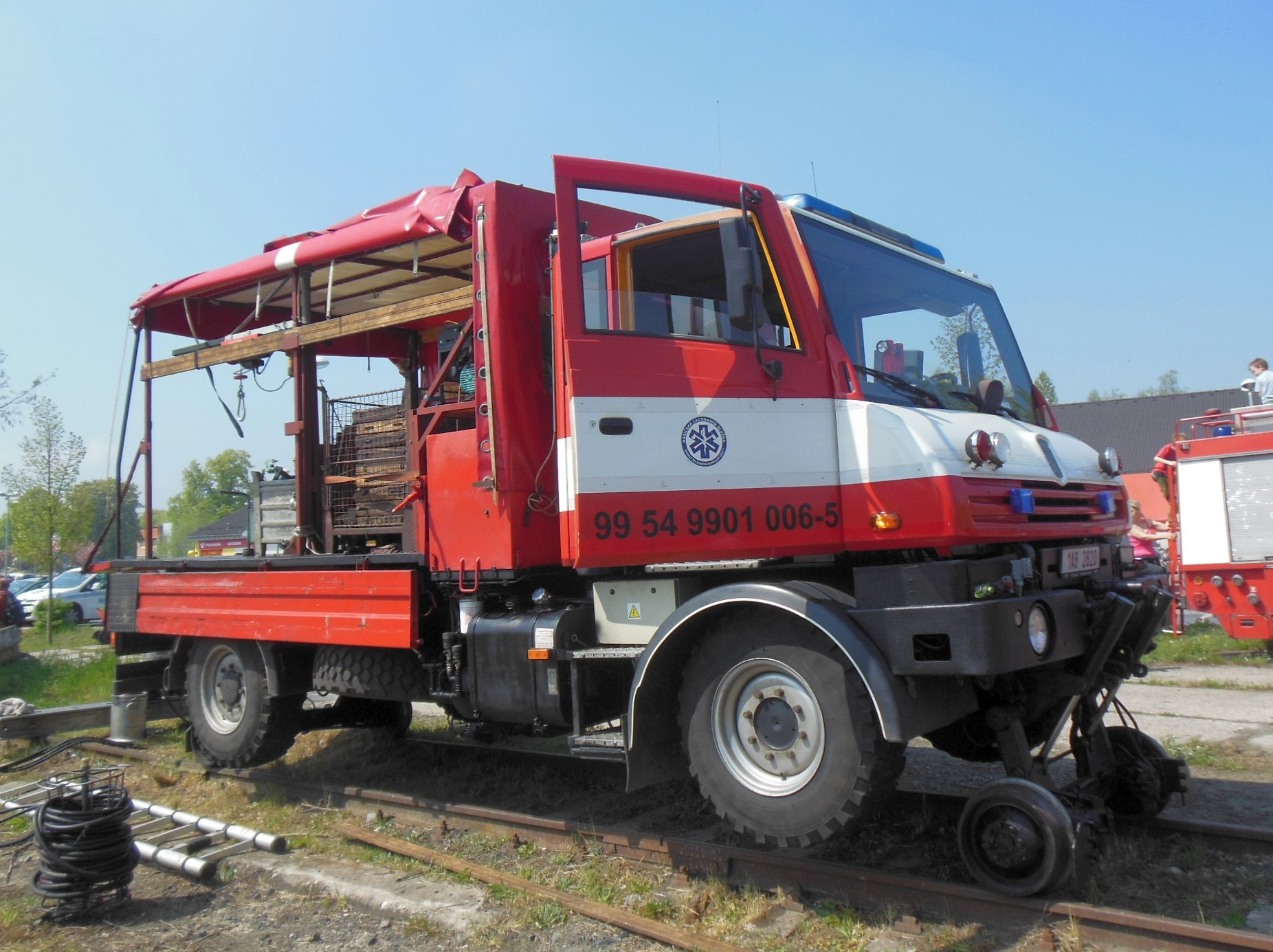
Praga Alfa TN Hasičské záchranné služby Správy železnic, v úpravě jako dvoucestné vozidlo pro pohyb na kolejích

Při mimořádné události v blízkosti nebo přímo na železniční trati je dostupnost místa mimořádné události složkami integrovaného záchranného systému (IZS) značně ztížena. Za účelem snadnějšího a rychlejšího přístupu techniky složek IZS se využívají zásahová dvoucestná vozidla.

### UniRoller-V
Dvoucestné záchranářské vozidlo UniRoller-V 4×4 je univerzální vozidlo konstruované jak na jízdu po silniční síti tak i po železniční infrastruktuře. Dále je vybaveno valníkovou nástavbou s plachtou a hydraulickým jeřábem. Nástavba je uvnitř vybavena sklápěcími lavicemi a výsuvným žebříkem pro nastoupení a vystoupení evakuovaných osob. Posuvná plachta nástavby je konstruována pro lehké naložení a složení požárního vybavení pomocí hydraulického jeřábu, který je umístěn za kabinou vozidla. Při jízdě po koleji je přenos výkonu zajištěn přes bubny pomocí pneumatik automobilu. Vozidlo je osazeno světly pro provoz na pozemních komunikacích i pro provoz na železnici.

## Způsob nakolejení vozidla
K nakolejení vozidla je zapotřebí železniční přejezd, vlečka, nebo jiné vhodné místo.
- Rychlé nakolejení – Základem rychlého nakolejení je správně najet na železniční přejezd. Vozidlo najede do osy koleje a spustí podvozky, zvedne se na nich a opouští přejezd jako kolejové vozidlo.
- Nakolejení dlouhých a těžkých vozidel – Vozidlo využívá zadní otočný podvozek s mikropojezdem. Díky němu může nad kolej pouze nacouvat. Následně spustí zadní podvozek, položí ho do kolejí a hydraulickým výkonem podvozku natáhne celé vozidlo do tratě. Ve chvíli, kdy je vozidlo v ose, spustí celý podvozek a je připraveno pokračovat v cestě dále po železniční infrastruktuře.